# ASCII-графика
ASCII-гра́фика (читается как «эски» от англ. ASCII artwork) — акцидентная графика, использующая символы ASCII на моноширинном экране компьютерного терминала (терминальный сервер) или принтера для представления изображений. При создании такого изображения используется палитра, состоящая из буквенных, цифровых символов и знаков пунктуации из числа 95 символов таблицы ASCII. По причине высокой вероятности различий в представлении на системах с национальными вариантами таблицы остальные 160 символов, как правило, не используются (могут быть использованы символы псевдографики).

## Предыстория
Историческим предшественником ASCII-арта были образцы арабского и персидского каллиграфического письма, в которых буквы каллиграфической надписи образуют рисунок. В Европе близкие к ASCII-арту изображения начали появляться в XVIII—XIX веке. Одним из их проявлений стал фигурный текст в поэзии — каллиграммы. Общеизвестным примером может стать поэзия Гийома Аполлинера, который активно использовал каллиграммы в своих стихах. Еще одним общеизвестным примером является творчество Льюиса Кэрролла (например, в произведении «Алиса в Стране чудес»).
(\___/)
(='.'=)
(")_(")
С изобретением пишущей машинки в середине XIX века создание изображений с помощью литер стало восприниматься как вид искусства. В 1890-х годах производители печатных машинок и агентства по найму и обучению секретарш устраивали конкурсы на самый быстрый набор текста, а также на самый лучший рисунок, созданный с помощью машинки. Один из наиболее ранних сохранившихся примеров такого искусства — рисунок бабочки, созданный в 1898 году Флорой Стэйси и опубликованный в журнале «Pitman’s Phonetic Journal» от 15 октября 1898 года. Картинка составлена из множества скобок, дефисов, звёздочек, точек и нескольких прописных букв «O».
Во второй половине 1920-х годов в Советской России создание изображений с помощью наборной кассы стало одним из популярных приемов оформления книги. Мастером такого оформления являлся график-конструктивист Соломон Телингатер. Также активно участвовали в создании абстрактных композиций для изданий и других представителей конструктивистского направления.

## История
В первых поколениях компьютеров не было возможности отображать графику. Поэтому программисты заинтересовались возможностью отображения графики с помощью текстовых символов и вывода полученных изображений на экран терминала и печать. Начиная с 1960-х годов, это стало популярным развлечением программистов: написать программу, которая «рисует» заданное изображение текстовыми символами. Примеры этому можно наблюдать в советских фильмах «Служебный роман» (репродукция Моны Лизы) и «Берегите мужчин» (портрет Графа). Позднее эти развлечения получили название ASCII-арта. ASCII-арт развивался, в частности, в середине 1980-х на платформах Amiga и Commodore 64. Стандартный шрифт компьютера Amiga содержал очень высокие символы «/» и «\», из которых, располагая их в разных строках, можно было составить совершенно ровные непрерывные линии. Чаще всего такими линиями изображались названия групп, чем и объясняется, что говоря об ASCII-арте, говорят прежде всего именно о шрифтах. В самом начале шрифты были чёткими, хорошо читаемыми. Позднее шрифты усложнялись, делались интереснее. Так впервые заговорили о школах «Oldschool» и «Newschool».
Платформу IBM PC искусство текстового режима облюбовало с появлением нового стандарта ANSI, давшему реальное преимущество перед Amiga. ANSI позволял задавать цвет символу, что, в совокупности с имеющимися в таблице символов блоками, породило новое мощное ответвление — ANSI-графику. Первой арт-группой, показавшей изобразительные возможности на высоком уровне, стала Aces of ANSI Art (A.A.A.), за которой потянулись последователи.
И лишь позже было замечено, что если использовать символ, почти полностью заполняющий ячейку (например, $), а к нему добавить менее плотный символ, то таким образом можно сглаживать общую форму (этот приём получил название «антиалиасинг» от англ. antialiasing). Так, в конечном итоге зародилась современная школа рисования ASCII.
К середине девяностых сцена полностью сформировалась, главными направлениями рисования в текстовом режиме стали ASCII scene, ANSI scene и Amiga style (который часто называют oldschool).

…Тут важно сказать, что на PC textmode-искусство началось с имитации Amiga style, а закончилось картинками с множеством «$» и без единого «\» или «/». PC-художники, вполне естественно, назвали старый стиль oldschool, а новый, с долларами, — newschool. Им, конечно, было невдомёк, что на Amiga названия уже были зарезервированы. В результате произошла путаница, а художники Amiga получили ещё один повод презирать PC и всё с ним связанное.

…Однако известно, что это арт-направление существовало намного раньше 60-х годов, а именно в 1948 году. «Рисовали» тогда на печатных машинках. Но это было очень трудоёмким видом искусства. Ведь одна ошибка — и придётся начинать сначала.

## Формат и распространение
Традиционной формой распространения картин ASCII-арта является так называемый «артпак» (от англ. art package) — архив файлов работ, включающий в себя обычно файл-описание file id.diz и .nfo-файл группы, выпустившей артпак. Артпаку всегда присваивается порядковый номер, а именуется он обычно по имени группы. Например, группа Mimic, выпустив свой 82-й артпак, называет его Mimic#82.

## ASCII-анимация
ASCII-анимация является одним из направлений ASCII-арта. В этом направлении рисуются наборы ASCII-картинок, при пролистывании которых получаются мультфильмы. Обычно высота картинки выбирается равной стандартной высоте программы-смотрителя текста, под которую он оптимизируется. При этом смена кадров производится нажатием клавиши Page Down.
Также на PC в среде DOS возможен вывод ASCII-анимации из BAT-файлов через драйвер ANSI.SYS с использованием Esc-последовательностей. Этот метод не получил широкое распространение из-за того, что он требует загрузку драйвера, который редко используется по назначению и занимает место в памяти.
Известны также анимационные ролики, реализованные посредством протокола telnet. Наиболее известным среди них является ASCII-версия IV эпизода космической саги «Звёздные войны».

## Автоматизация
Существуют различные компьютерные программы для создания ASCII-графики. Их можно поделить на две группы. Первая представляет собой некое подобие графических редакторов, только в текстовом режиме. Во вторую группу входят программы, конвертирующие графическое изображение в ASCII-графику.

## Вывод видео в ASCII-арте

Программа MPlayer, воспроизводящая видео при помощи aalib

В мультимедийном проигрывателе MPlayer существует поддержка aalib, позволяющая выводить видео в режиме ASCII. Медиапроигрыватель VLC может выводить видео в ASCII. В оболочке для мультимедийного проигрывателя XINE, xine-ui, также присутствует возможность смотреть видео в ASCII (для этого видео запускается через отдельную команду aaxine).
Более того, существует проект по выводу графики X-сервера через эту библиотеку. Тем самым вся графическая оболочка может отображаться в виде ASCII-арта.

## Применение
Помимо «чистого искусства» (рисунка ради рисунка), ASCII-арт часто используется в оформительских целях у варез-групп, у демомейкеров. Варезные группы обычно включают файлы .nfo в своё программное обеспечение, креки или другие нелегальные релизы. Такой ASCII-арт обычно включает имя варез-группы и, возможно, несколько ASCII-картинок. Примером такой группы является Echelon.
ASCII-арт часто используется для оформления 1-2-3-строчной подписи в электронных письмах. К примеру, @}->--- изображает розочку, *,…,* изображает оскал.
Во времена BBS ASCII-арт использовался для графического оформления оных, так как применять другие виды графики возможности не было.

## Мероприятия
До сегодняшнего дня среди программистов и ИТ-специалистов сохранилась традиция проводить развлекательные мероприятия (учебные курсы или конкурсы) с демонстрированием работ ASCII графики.

## См. также

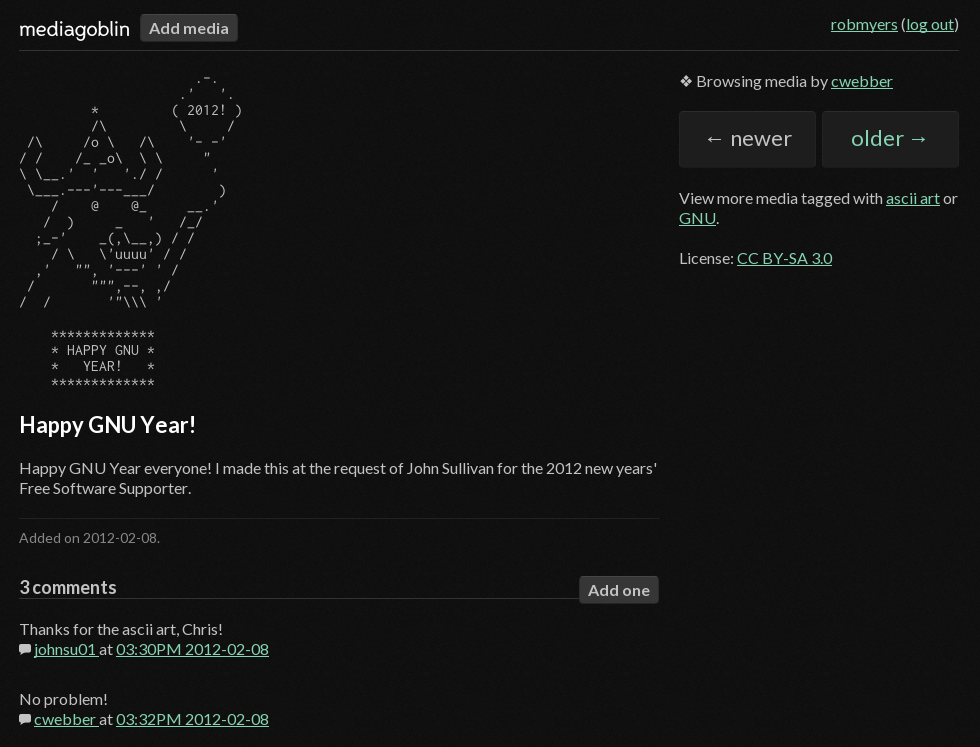
Хостинг ASCII‐графики с помощью GNU MediaGoblin